# Augusta Dorothée de Brunswick-Wolfenbüttel (1749-1810)
Augusta-Dorothée de Brunswick-Wolfenbüttel, née le 2 octobre 1749 à Wolfenbüttel et morte le 10 mars 1810 à Gandersheim, est une princesse de la maison de Brunswick (Welf), fille du duc Charles Ier de Brunswick-Wolfenbüttel et de Philippine-Charlotte de Prusse. Elle est la dernière abbesse souveraine de l'abbaye impériale de Gandersheim de 1778 jusqu'à sa mort.

## Biographie

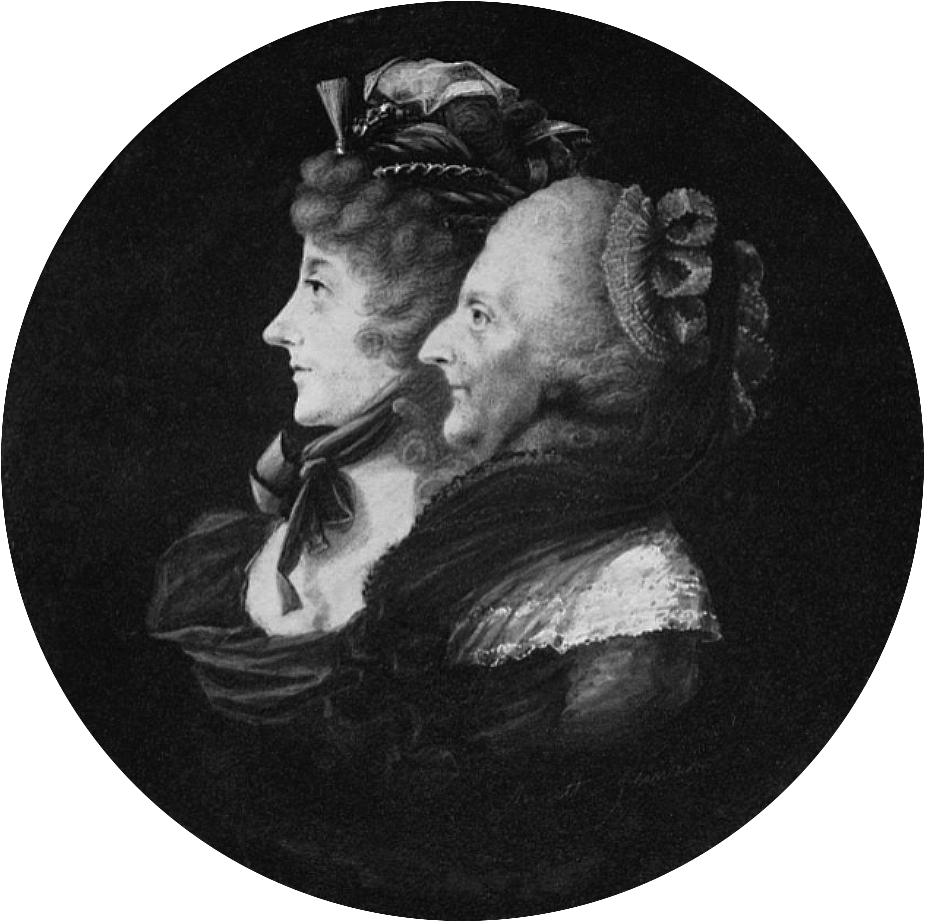
Augusta-Dorothée et sa mère Philippine de Prusse (vers 1780).

Augusta-Dorothée est la fille cadette de Charles Ier (1713-1780), duc de Brunswick-Lunebourg et prince de Wolfenbüttel, et de son épouse Philippine-Charlotte de Prusse (1716-1801), fille du « Roi-Sergent » Frédéric-Guillaume Ier. Elle est devenue doyenne à l'abbaye de Quedlinbourg en 1776, aux côtés de sa tante Anne-Amélie de Prusse. Deux ans plus tard, elle succède à sa tante Thérèse de Brunswick-Wolfenbüttel comme princesse-abbesse de Gandersheim. Cependant, elle continue à vivre à la cour de Brunswick.
En 1802, afin d'échapper à la sécularisation de Gandersheim par le recès d'Empire, Augusta-Dorothée renonce volontairement à l'immédiateté impériale. L'ancien État ecclésiastique est ensuite annexé par la principauté de Wolfenbüttel, en terminant des rivalités séculaires avec les souverains de Brunswick-Lunebourg. L'abbesse garde son titre ; néanmoins, très vite, elle doit s'enfuir alors que les troupes françaises avancent en Allemagne. Quand Brunswick est annexé par la France à la suite de la bataille d'Iéna en 1806, Napoléon Ier, cependant, lui permet de conserver ses fonctions d'abbesse et le droit de résider à Gandersheim. 
Quand elle meurt en 1810, il n'y a pas de successeur. Les domaines de l'abbaye de Gandersheim sont ajoutés aux terres de la couronne du royaume de Westphalie. Lorsque le duché de Brunswick est rétabli en 1815, l'abbaye n'est pas restituée.

## Décoration
- 3 mai 1716,  Nobles Dames de l'Ordre Impériale la Croix étoilée